# Христо Кочев
Христо Кочев Николов с псевдоним Тинко е деец на Българската комунистическа партия (БКП).

## Биография
Христо Кочев е роден в 1906 година в бедно семейство в драмската паланка Доксат, тогава в Османската империя. След Балканските войни, когато Драмско остава в Гърция, родителите му емигрират в България и се установяват в Пловдив. Кочев работи в тютюнев склад и завършва гимназия като частен ученик. Занимава се активно със синдикална дейност и е член на Тютюноработническия съюз. В 1922 година става член на Българския комунистически младежки съюз (БКМС). В 1925 година по време на Априлските събития е арестуван, а след освобождаването му става член на Пловдивския окръжен комитет на БКМС (1925 – 1926). В 1925 година става член на БКП. В 1926 година е отново арестуван и осъден на три години затвор. Лежи в затвора до май 1929 година и след това става секретар на Пловдивския окръжен комитет на БКП. Участва с псевдонима Дамян на Третия разширен пленум на Централния комитет на БКП в 1930 година, на който е избран за член на ЦК с ресор организационните връзки, нелегалните канали и печатниците.
Арестуван е при провала на Централния комитет в 1931 година. Инквизиран е в Дирекцията на полицията и се обесва в килията си.